# Jengedże (Szahin Deż)
Jengedże – wieś w Iranie, w ostanie Azerbejdżan Zachodni, w szahrestanie Szahin Deż. W 2006 roku liczyła 327 mieszkańców.